# Liste des sites mégalithiques des Abruzzes
Cette liste non exhaustive recense les principaux sites mégalithiques des Abruzzes.

## Liste
| Nom                | Province | Commune        | Type              | Notes                                                              | Coords.                      | Illus. |
| ------------------ | -------- | -------------- | ----------------- | ------------------------------------------------------------------ | ---------------------------- | ------ |
| Nécropole de Fossa | L'Aquila | Fossa          | Site mégalithique | La nécropole comprend plusieurs alignements et cercles de pierres. | 42° 17′ 39″ N, 13° 29′ 31″ E |        |
| Lu Termine         | L'Aquila | Rocca di Mezzo | Menhir            |                                                                    | 42° 11′ 27″ N, 13° 31′ 42″ E |        |